# Великий Раковец
Вели́кий Ра́ковец (укр. Великий Раковець; венг. Nagy-Rákócz, Nagyrákóc, Rákóc, Rákócz, Rakowec; словац. Veľký Rakovec) — село, расположенное в Белковской сельской общине Хустского района Закарпатской области Украины.
Великий Раковец основан между 1330 и 1350 годами.

## Население
Население по переписи 2001 года составляло 4545 человек.

### Языковой состав
Родной язык населения по данным переписи 2001 года:
| Язык       | Численность, чел. | Доля     |
| ---------- | ----------------- | -------- |
| Украинский | 4 511             | 99,25 %  |
| Другое     | 34                | 0,75 %   |
| Итого      | 4 545             | 100,00 % |